# الثعلب والكلب (فلم)
الثعلب والكلب (بالإنجليزية: The Fox and the Hound) هو الفيلم رسوم متحركة للمخرج ريتشارد ريتش (Richard Rich) وتد بيرمان (Ted Berman)، أول عرض 10 يوليو عام 1981. الفيلم يتحدث عن كلب وثعلب، صديقان منذ الصغر، يكبران ليتفاجأا بأنه يفترض أن يكونا أعداء لا أصدقاء هي قصة مؤثرة جدا، حزينة جدا، وتتحرك، وكثيرا ما دعا ديزني أتعس وأكثر الاستخفاف الفيلم.
في وقت الإفراج كان أغلى فيلم الرسوم المتحركة أنتجت حتى الآن، بتكلفة 12 مليون $. أعيد إصداره إلى المسارح في 25 مارس 1988. تم إصدار قرص مباشر إلى فيديو، الثعلب والكلب 2، إلى دي في دي في 12 ديسمبر 2006.

## حبكة
بعد ثعلب أحمر شاب يتيم، ماما الكبير البومة، بمساعدة أصدقائها دينكي فينش وبومر نقار الخشب، وترتيبات له أن تعتمد من قبل المزارع بلطف اسمه أرملة تويد. تويد اسمه تود، لأنه يذكر لها من طفل صغير. وفي الوقت نفسه، جارها، وهو صياد يدعى آموس سليد، يجلب منزل جرو كلب كلب يدعى النحاس ويدخل له رئيس كلب الصيد له. يوم واحد، تود والنحاس يجتمع ويصبح زملاء اللعب، وتعهد بالبقاء «أصدقاء إلى الأبد». سليد ينمو بالإحباط في النحاس للتجول باستمرار قبالة للعب، ويضعه على المقود. بينما يلعب مع النحاس خارج منزله، تود يوقظ الرئيس. سليد ومطاردة تشيد تود حتى يتم إيقافها من قبل تويد. بعد حجة، سليد يهدد بقتل تود إذا كان التعدي على مزرعته مرة أخرى. موسم الصيد يأتي و سليد يأخذ الكلاب له في البرية لفترة مؤقتة. وفي الوقت نفسه، يحاول بيج ماما، دينكي وبومر أن يشرح ل تود أن صداقته مع النحاس لم تعد قادرة على الاستمرار، لأنهم أعداء طبيعيين، ولكن تود يرفض بسذاجة الاعتقاد بها، على أمل أنه والنحاس سيبقى أصدقاء للأبد.
كما تمر الشهور، تود والنحاس على حد سواء تصل مرحلة البلوغ. أصبح النحاس كلب الصيد من ذوي الخبرة، في حين نمت تود حتى في الثعلب وسيم. في ليلة من عودة النحاس، تود يتسلل لزيارته. ويوضح النحاس أنه في حين أنه لا يزال قيم تود كصديق، فهو الآن كلب الصيد والأشياء مختلفة. محادثاتهم توقظ الرئيس، الذي ينبه سليد. في مطاردة التي تلتها النحاس المصيد تود. ضد أفضل الحكم، النحاس يتيح تود الذهاب وتحول رئيس و سليد. يحاول محاولته الهروب على مسار السكة الحديد، ولكن يتم القبض عليه ومتابعته من قبل رئيس كما قطار يمر فجأة من قبلهم. بطة تود تحت القطار، ولكن رئيس عالق بالقطار ويسقط في نهر أدناه، وكسر ساقه. غضب من قبل هذا، النحاس و سليد اللوم تود للحادث ونذر الثأر. تويد، إدراك أن تود لم تعد آمنة معها، يأخذه على محرك الأقراص ويترك له في لعبة الاحتياطي.
أول ليلة تود وحدها في الغابة يثبت كارثية، والتجاوز عن غير قصد إلى الغضب القديم العصبي. الحمد لله، النيص ودية تقدم تود المأوى. في نفس الليلة، سليد والنحاس خطة الانتقام من تود. في صباح اليوم التالي، بيج ماما يجد تود ويدخله إلى الثعلب الإناث يدعى فيكسي. الرغبة في إقناع لها، تود يحاول الصيد سمكة، لكنه فشل بسبب عدم وجود مهارات البقاء على قيد الحياة. فيكسي والحيوانات الأخرى تضحك عليه، ولكن بيج ماما يستقيم المسألة عن طريق توجيه تود أن يكون نفسه. الثعلبين التوفيق و فيكسي يساعد تود التكيف مع الحياة في الغابة.
وفي الوقت نفسه، سليد والنحاس التعدي في الاحتياطي لاصطياد تود. كما تمكن تود من الهروب من الفخاخ ليغولد سليد، والنحاس وسليد متابعة كلا الثعالب. يختبئون في جحرهم في حين يحاول سليد محاصرة لهم عن طريق وضع النار في الطرف الآخر من الجحر. الثعالب الهروب ضيقة دون الحصول على حرق كما سليد والنحاس مطاردة لهم أعلى تلة حتى تصل إلى شلال. هناك، سليد والنحاس وثيقة في لقتل، ولكن دب كبير يخرج فجأة من الشجيرات والهجمات سليد. سليد رحلات ويسقط في واحدة من الفخاخ الخاصة به، واسقاط مسدسه قليلا بعيدا عن متناول اليد. نحاس يحاول محاربة الدب ولكن لا يوجد تطابق لذلك. ليس على استعداد للسماح صديقه القديم يموت، تود تتدخل وتحارب الدب حتى كلاهما يسقط الشلال.
مع ذهب الدب، والنحاس محيرة تقترب تود كما انه يكمن استنفدت بالقرب من بنك بحيرة خلق الشلال. عندما يظهر سليد، مواقف النحاس نفسه أمام تود لمنع سليد من اطلاق النار عليه، ورفض الابتعاد. سليد يخفض مسدسه ويترك مع النحاس. الأصدقاء السابقين تبادل واحد ابتسامة الماضي قبل فراق. في المنزل، تويد الممرضات سليد العودة إلى الصحة في حين أن الكلاب بقية. النحاس، قبل يستريح، يبتسم كما انه يتذكر اليوم عندما التقى لأول مرة تود. على تلة، فيكسي ينضم تود لأنها تنظر لأسفل على منازل سليد والتويد.

## روابط إضافية
- الموقع الرسمي
- مقالات تستعمل روابط فنية بلا صلة مع ويكي بيانات